# Nagram
Nagram es un pueblo y nagar Panchayat situado en el distrito de Lucknow en el estado de Uttar Pradesh (India). Su población es de 10648 habitantes (2011). Se encuentra a 37 km de Lucknow

## Demografía
Según el censo de 2011 la población de Nagram era de 10648 habitantes, de los cuales 5534 eran hombres y 5114 eran mujeres. Nagram tiene una tasa media de alfabetización del 62,34%, inferior a la media estatal del 67,68%: la alfabetización masculina es del 70,39%, y la alfabetización femenina del 53,71%.